# 7527 Marples
7527 Marples è un asteroide della fascia principale. Scoperto nel 1993, presenta un'orbita caratterizzata da un semiasse maggiore pari a 2,2845571 UA e da un'eccentricità di 0,1863854, inclinata di 5,51661° rispetto all'eclittica.
L'asteroide è dedicato all'astrofilo australiano Peter Marples, autore della scoperta della supernova SN 2008fa nella galassia NGC 6722.